# Gibberosus coibaensis
Gibberosus coibaensis is een vlokreeftensoort uit de familie van de Megaluropidae. De wetenschappelijke naam van de soort is voor het eerst geldig gepubliceerd in 2002 door Ortiz & Lalana.